# Agriotes pilosellus
Agriotes pilosellus là một loài bọ cánh cứng trong họ Elateridae. Loài này được Schönherr miêu tả khoa học năm 1817.

## Hình ảnh

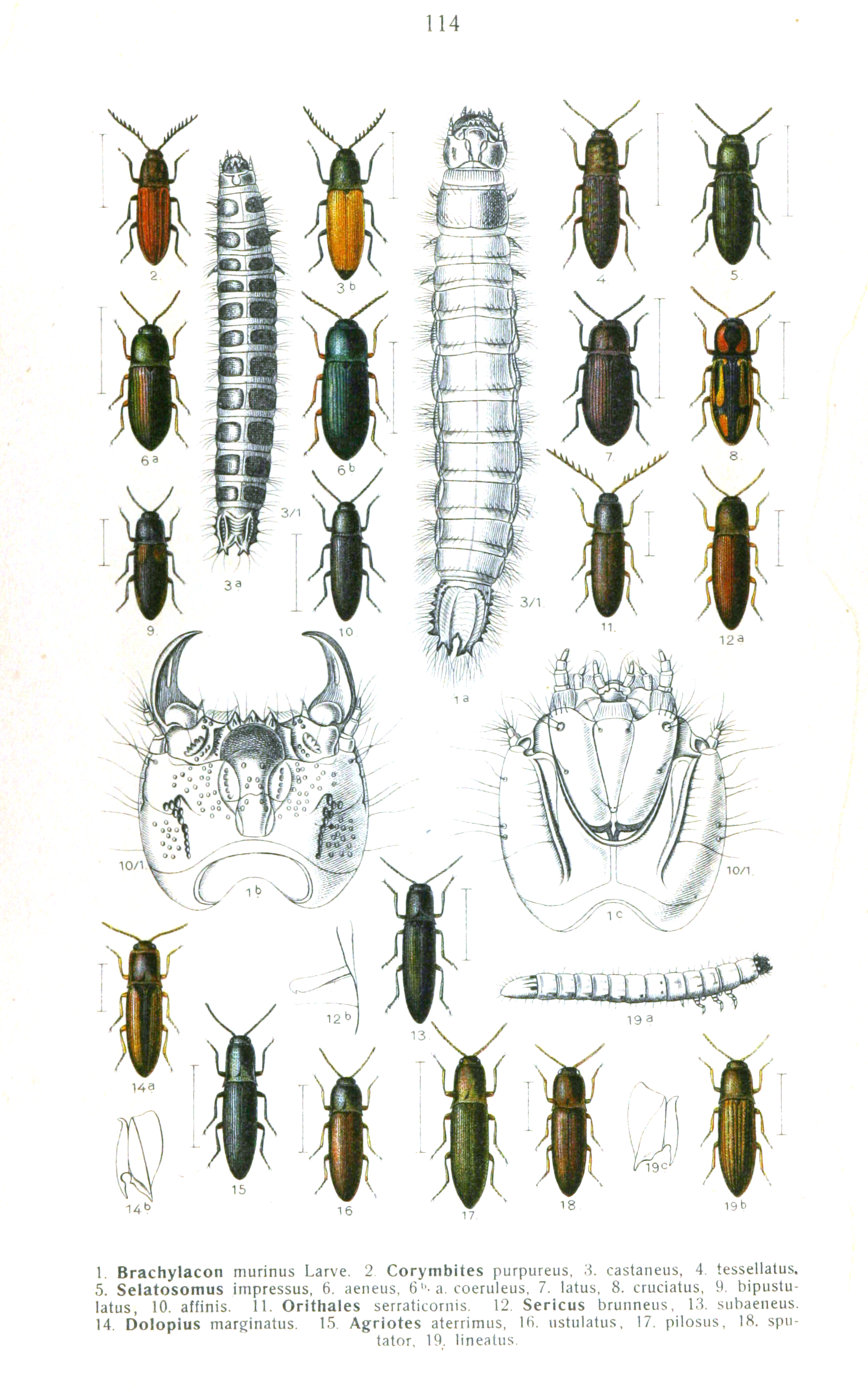
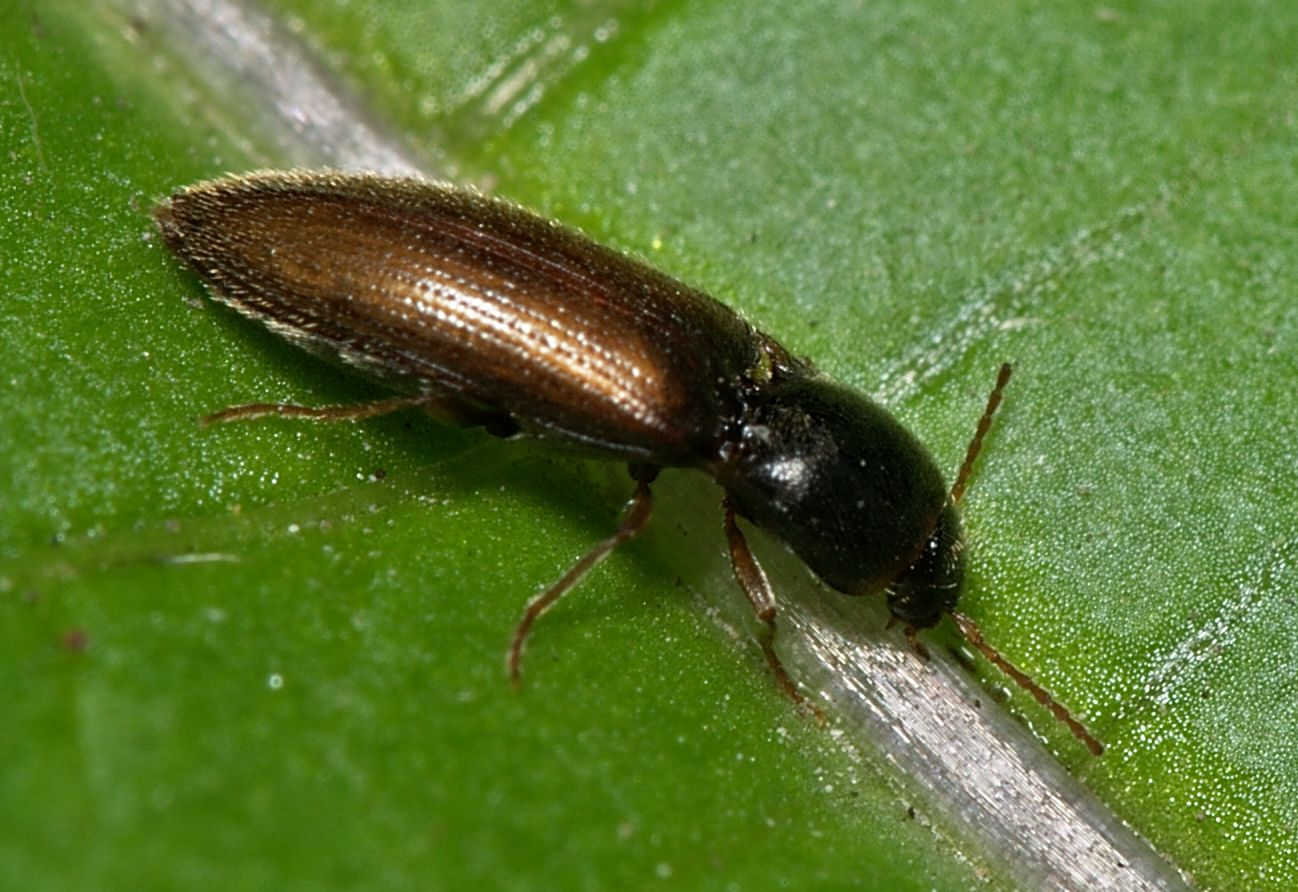
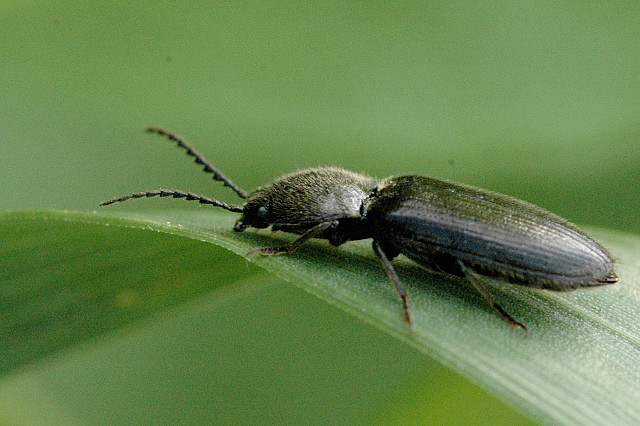
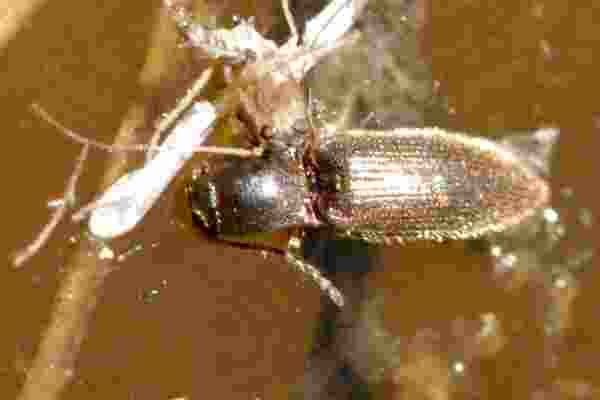